# Calceolaria latifolia
Calceolaria latifolia är en toffelblomsväxtart som beskrevs av George Bentham. Calceolaria latifolia ingår i släktet toffelblommor, och familjen toffelblomsväxter. Inga underarter finns listade i Catalogue of Life.